# Campionati europei di atletica leggera 2010 - Staffetta 4×100 metri maschile
La competizione si è svolta tra il 31 luglio ed il 1º agosto 2010.

## Gara
La gara viene vinta dalla nazionale francese, considerata la favorita in tale specialità; però, anche la nazionale italiana, trainata da Roberto Donati, Simone Collio, Emanuele Di Gregorio e Maurizio Checcucci riesce a distinguersi molto bene, con Emanuele Di Gregorio che la porta addirittura in testa, meritando alla fine una strepitosa medaglia d'argento con annesso anche il nuovo record italiano di 38"17. L'unica sorpresa è che durante le qualificazioni viene eliminata la nazionale britannica, considerata da sempre tra le nazioni più forti in tale specialità.

## Podio
| #       | Atleta   | Nazionalità | Tempo | Note             |
| ------- | -------- | ----------- | ----- | ---------------- |
| Oro     | Francia  | Francia     | 38"11 |                  |
| Argento | Italia   | Italia      | 38"17 | Record nazionale |
| Bronzo  | Germania | Germania    | 38"44 |                  |

## Record
Prima di questa competizione, il record del mondo (RM), il record europeo (EU) ed il record dei campionati (RC) sono i seguenti:
| Record                | Prestazione | Atleta      | Data                                                       | Competizione                |
| --------------------- | ----------- | ----------- | ---------------------------------------------------------- | --------------------------- |
| Record mondiale       | 37"10       | Giamaica    | 22 agosto 2008 Pechino, Cina                               | Giochi della XXIX Olimpiade |
| Record europeo        | 37"73       | Regno Unito | 29 agosto 1999 Siviglia, Spagna                            | Campionati del mondo 1999   |
| Record dei campionati | 37"79       | Francia     | 1990 Spalato, Repubblica Federale Socialista di Jugoslavia | Campionati europei 1990     |

## Risultati

### Finale
| Pos    | Paese      | Atleti                                                                       | Tempo |
| ------ | ---------- | ---------------------------------------------------------------------------- | ----- |
|        | Francia    | Jimmy Vicaut Christophe Lemaitre Pierre-Alexis Pessonneaux Martial Mbandjock | 38"11 |
|        | Italia     | Roberto Donati Simone Collio Emanuele Di Gregorio Maurizio Checcucci         | 38"17 |
|        | Germania   | Tobias Unger Marius Broening Alexander Kosenkow Martin Keller                | 38"44 |
| 4      | Svizzera   | Pascal Mancini Aron Beyene Reto Schenkel Marc Schneeberger                   | 38"69 |
| 5      | Polonia    | Dariusz Kuć Pawel Stempel Robert Kubaczyk Kamil Kryński                      | 38"83 |
| 6      | Portogallo | Ricardo Monteiro Francis Obikwelu Arnaldo Abrantes João Ferreira             | 38"88 |
| 7      | Finlandia  | Hannu Ali-Huokuna Joni Rautanen Jonathan Åstrand Hannu Hamalainen            | 39"29 |
| Squal. | Spagna     | Alain Lopez Angel David Rodriguez Orkatz Beitia Rubén Pros                   |       |